# Parco naturale della catena del Monte Balatukan
Il Parco naturale della catena del Monte Balatukan (in lingua inglese: Mount Balatukan Range Natural Park) è un'area naturale protetta situata nel meridione delle Filippine nella regione del Mindanao Settentrionale. Il parco venne istituito il 6 marzo 2007 con decreto No. 1249, s. 2007 dell'allora presidente delle Filippine Gloria Macapagal-Arroyo e occupa una superficie di 84 ettari all'intorno della quale è stata ricavata un'area di rispetto di circa 12 ettari.
Il parco è uno delle nove aree protette della Regione X delle Filippine e comprende la catena del vulcano inattivo Monte Balatukan e si sviluppa sul grande promontorio che divide le baie di Macajalar e di Gingoog occupando i territori delle municipalità di Claveria, Balingasag, Medina e della città di Gingoog nella provincia di Misamis Oriental.

## Minacce all'ecosistema del Parco
Secondo uno studio sui rischi e minacce a cui sono sottoposte le aree naturali protette filippine, redatto da Conservation International Philippines, Department of Environment and Natural Resources e dalla Haribon Foundation for the Conservation of Nature, il parco è minacciato dal taglio di alberi, dalla conversione delle foreste a favore dell'agricoltura, dalla caccia alle specie selvatiche e dalla raccolta di prodotti della foresta. Nel 1997 il Monte Balatukan appariva quasi totalmente spoglio da foresta primaria.